# 伯氏疏螺旋體
伯氏疏螺旋体（Borrelia burgdorferi），也译作博氏疏螺旋体、布氏疏螺旋体，巴格朵夫疏螺旋菌，莱姆病螺旋体，是一种螺旋體。伯氏疏螺旋体是莱姆病的病原体，由蜱传播给人类。伯氏疏螺旋体的感染对人体多个系统有影响，经过不同的临床阶段。受影响的器官会发生长期的机能障碍。

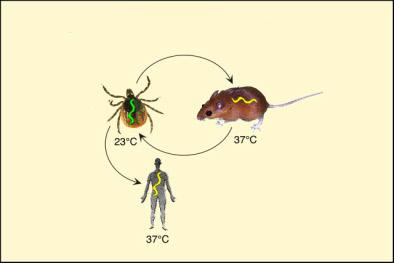
伯氏疏螺旋体的生存周期

1975年10月，在康乃狄克州的老莱姆镇，莱姆镇和东哈丹姆附近地区爆发风湿性关节炎，19名儿童和12名成人被诊断为风湿性关节炎，1977年，这种病被命名为莱姆病。1982年，美国国家卫生总局的威利·伯格多费（Willy Burgdorfer）和同事从丹敏硬蜱（Ixodes dammini）分离到莱姆病病原体。1984年，明尼苏达大学的Johnson以发现者的名字将莱姆病病原体命名为Borrelia burgdorferi。2014年，病原體隨氣候變化而北上影響加拿大。
阿诺·卡鲁恩写了一本书《Biography of a Germ》（《细菌的传记》或《病菌现形》）描述了伯氏疏螺旋体的来龙去脉。